# Mudbound
Mudbound (Mudbound: El color de la guerra en España) es una película estadounidense de drama dirigida por Dee Rees, a partir de un guion escrito por Virgil Williams basado en la novela homónima de Hillary Jordan, protagonizada por Carey Mulligan, Garrett Hedlund, Jason Clarke, Jason Mitchell y Mary J. Blige. Fue estrenada mundialmente en el Festival de Cine de Sundance el 21 de enero de 2017.

## Trama
En el invierno de 1946, Henry McAllen traslada a su esposa, Laura, criada en la ciudad, desde su cómodo hogar en Memphis, Tennessee, a una remota granja de algodón en el Delta del Mississippi, un lugar que le resulta extraño y atemorizante. Mientras Henry trabaja en la tierra que ama, Laura se esfuerza por criar a sus dos hijas en una choza sin electricidad ni plomería, bajo la mirada de su odioso y racista suegro. Cuando llueve, las aguas se levantan y se tragan el puente hacia la ciudad, dejando a la familia en un mar de barro.
Mientras los McAllen están siendo probados en todos los sentidos, dos famosos soldados de la Segunda Guerra Mundial regresan a su hogar en el Delta. Jamie McAllen es todo lo que su hermano mayor Henry no es: encantador, guapo y sensible a la difícil situación de Laura, pero también atormentado por sus recuerdos de combate. Ronsel Jackson, el hijo mayor de los arrendatarios negros que viven en la granja de McAllen, vuelve a casa después de luchar contra los nazis con el brillo de un héroe de guerra, solo para enfrentar batallas mucho más personales y peligrosas contra la intolerancia arraigada de sus propios compatriotas. Es la improbable amistad de estos dos hermanos de armas y las pasiones que despiertan en otros lo que lleva a la novela a su trágica conclusión.

## Reparto
- Carey Mulligan como Laura McAllan.
- Garrett Hedlund como Jamie McAllan.
- Jason Clarke como Henry McAllan.
- Jason Mitchell como Ronsel Jackson.
- Mary J. Blige como Florence Jackson.
- Jonathan Banks como Pappy McAllan.
- Rob Morgan como Hap Jackson.

## Estreno
Luego de su estreno en Sundance, Mudbound recibió ofertas de distribución de A24 y Annapurna Pictures.

## Recepción

### Crítica
Mudbound ha recibido reseñas positivas de parte de la crítica y de la audiencia. En el portal de internet Rotten Tomatoes, la película posee una aprobación de 97%, basada en 203 reseñas, con una calificación de 8.2/10, mientras que de parte de la audiencia ha recibido una aprobación de 85%, basada en 5011 votos, con una calificación de 4.0/5
La página Metacritic le ha dado a la película una puntuación de 85 de 100, basada en 44 reseñas, indicando "aclamación universal". En el sitio IMDb los usuarios le han dado una puntuación de 7.4/10, sobre la base de 50 055 votos. En la página web FilmAffinity la cinta tiene una calificación de 6.7/10, basada en 6449 votos.

### Premios y nominaciones
| Premio               | Categoría               | Nominados                                                        | Resultados |
| -------------------- | ----------------------- | ---------------------------------------------------------------- | ---------- |
| Premios Óscar        | Mejor actriz de reparto | Mary J. Blige                                                    | Nominada   |
| Premios Óscar        | Mejor guion adaptado    | Dee Rees y Virgil Williams                                       | Nominados  |
| Premios Óscar        | Mejor canción original  | "Mighty River" – Mary J. Blige, Raphael Saadiq and Taura Stinson | Nominados  |
| Premios Óscar        | Mejor fotografía        | Rachel Morrison*                                                 | Nominada   |
| Premios Globo de Oro | Mejor actriz de reparto | Mary J. Blige                                                    | Nominada   |
| Premios Globo de Oro | Mejor canción original  | "Mighty River" – Mary J. Blige, Raphael Saadiq and Taura Stinson | Nominados  |

*Primera mujer nominada en esa categoría.